# San Sebastiano da Po
San Sebastiano da Po – miejscowość i gmina we Włoszech, w regionie Piemont, w prowincji Turyn.
Według danych na rok 2004 gminę zamieszkiwało 1791 osób, 111,9 os./km².